# Ligue des champions féminine de la LEN 2022-2023
Navigation
2021-2022 2023-2024
La saison 2022-2023 de la Ligue des Champions féminine de la LEN est la 62e édition de la compétition, anciennement Euro Ligue. Organisée par la LEN, elle met aux prises 24 équipes européennes.
Dans une finale 100% espagnole, elle est remportée par le CN Sabadell aux dépens du CN Mataró.

## Présentation

### Modalités
La compétition commence par une phase préliminaire où les équipes sont réparties en quatre groupes de cinq équipes. Les matchs sont joués lors d'un tournoi chez une équipe hôte et les équipes de chaque groupe se rencontrent une fois. Les trois meilleures équipes de chaque groupe se qualifient pour la suite de la compétition : une phase de groupes de quatre équipes avec la même formule que le tour précédent.
Le classement lors de ces phases de groupes est calculé avec le barème de points suivant :
- la victoire vaut trois points,
- le match nul vaut un point,
- la défaite vaut zéro point.

La phase à élimination directe comprend trois tours : les quarts de finale se jouant en match aller/retour et une finale à quatre (Final 4) comprenant deux demi-finales et la finale. En quart de finale, le 2e d'un groupe affronte le 1er de l'autre groupe en matchs aller-retour. Pour la finale à quatre, un tirage au sort détermine les oppositions en demi-finales.

### Calendrier
| Nom                   | Dates                     | Nombre de participants |
| --------------------- | ------------------------- | ---------------------- |
| Tour de qualification | du 17 au 20 novembre 2022 | 20                     |
| Phase de groupes      | du 9 au 11 décembre 2022  | 16                     |
| Quarts de finale      | 11 et 25 février 2023     | 8                      |
| Final Four            | 31 mars et 1er avril 2023 | 4                      |

## Tour de qualification
Les trois meilleures équipes de chaque groupe progresseront dans la phase de groupes, les deux dernières équipes sont reversés en Euro Cup.

### Groupe A
Le tournoi se joue à Paços de Ferreira au Portugal.
|   | Équipe                | Pts | J | G | N | P | Bp | Bc  | Diff |  | Résultats (dom.\ext.) | Mat. | Vou.  | ZVL  | Nic. | Pac. |
| - | --------------------- | --- | - | - | - | - | -- | --- | ---- |  | --------------------- | ---- | ----- | ---- | ---- | ---- |
| 1 | CN Mataró             | 12  | 4 | 4 | 0 | 0 | 92 | 25  | 67   |  | CN Mataró             |      | 14-11 | -    | -    | 30-5 |
| 2 | NÓ Vouliagménis       | 9   | 4 | 3 | 0 | 1 | 64 | 30  | 34   |  | NÓ Vouliagménis       | -    |       | 13-9 | 14-4 | -    |
| 3 | ZVL 1886              | 6   | 4 | 2 | 0 | 2 | 52 | 52  | 0    |  | ZVL 1886              | 5-27 | -     |      | -    | 28-7 |
| 4 | Olympic Nice Natation | 3   | 4 | 1 | 0 | 3 | 33 | 49  | -16  |  | Olympic Nice Natation | 4-21 | -     | 5-10 |      | -    |
| 5 | CA Pacense            | 0   | 4 | 0 | 0 | 4 | 19 | 104 | -85  |  | CA Pacense            | -    | 3-26  | -    | 4-20 |      |

### Groupe B
Le tournoi se joue à Glyfáda au Grèce.
|   | Équipe       | Pts | J | G | N | P | Bp | Bc | Diff |  | Résultats (dom.\ext.) | Gly.  | Egr.  | ZK D. | Ter.  | Nan. |
| - | ------------ | --- | - | - | - | - | -- | -- | ---- |  | --------------------- | ----- | ----- | ----- | ----- | ---- |
| 1 | ANÓ Glyfádas | 9   | 4 | 3 | 0 | 1 | 58 | 35 | 23   |  | ANÓ Glyfádas          |       | 13-11 | -     | 13-8  | 21-4 |
| 2 | Egri VK      | 9   | 4 | 3 | 0 | 1 | 53 | 40 | 13   |  | Egri VK               | -     |       | 15-10 | 14-13 | -    |
| 3 | ZV De Zaan   | 7   | 4 | 2 | 1 | 1 | 51 | 39 | 12   |  | ZV De Zaan            | 12-11 | -     |       | -     | 18-2 |
| 4 | CN Terrassa  | 4   | 4 | 1 | 1 | 2 | 54 | 39 | 15   |  | CN Terrassa           | -     | -     | 11-11 |       | -    |
| 5 | ASPTT Nancy  | 0   | 4 | 0 | 0 | 4 | 11 | 74 | -63  |  | ASPTT Nancy           | -     | 4-13  | -     | 1-22  |      |

### Groupe C
Le tournoi se joue à Barcelone au Espagne.
|   | Équipe                     | Pts | J | G | N | P | Bp | Bc  | Diff |  | Résultats (dom.\ext.)      | Pad.  | Med. | Fer. | Lil. | Sir. |
| - | -------------------------- | --- | - | - | - | - | -- | --- | ---- |  | -------------------------- | ----- | ---- | ---- | ---- | ---- |
| 1 | CS Plebiscito Padova       | 9   | 4 | 3 | 0 | 1 | 74 | 37  | 37   |  | CS Plebiscito Padova       |       | -    | 13-8 | -    | 33-7 |
| 2 | CE Mediterrani             | 9   | 4 | 3 | 0 | 1 | 71 | 30  | 41   |  | CE Mediterrani             | 12-10 |      | 7-9  | 21-4 | 31-7 |
| 3 | Ferencvárosi TC            | 9   | 4 | 3 | 0 | 1 | 68 | 32  | 36   |  | Ferencvárosi TC            | -     | -    |      | -    | 33-4 |
| 4 | Lille Métropole Water-Polo | 3   | 4 | 1 | 0 | 3 | 45 | 61  | -16  |  | Lille Métropole Water-Polo | 10-18 | -    | 8-18 |      | 23-4 |
| 5 | Sirens ASC Malta           | 0   | 4 | 0 | 0 | 4 | 22 | 120 | -98  |  | Sirens ASC Malta           | -     | -    | -    | -    |      |

### Groupe D
Le tournoi se joue à Mulhouse au France.
|   | Équipe                   | Pts | J | G | N | P | Bp | Bc | Diff |  | Résultats (dom.\ext.)    | Rom.  | Dun.  | Eth. | Mul. | Was.  |
| - | ------------------------ | --- | - | - | - | - | -- | -- | ---- |  | ------------------------ | ----- | ----- | ---- | ---- | ----- |
| 1 | SIS Roma                 | 12  | 4 | 4 | 0 | 0 | 75 | 29 | 46   |  | SIS Roma                 |       | -     | -    | -    | -     |
| 2 | Dunaújvárosi FVE         | 9   | 4 | 3 | 0 | 1 | 58 | 41 | 17   |  | Dunaújvárosi FVE         | 10-15 |       | -    | -    | 21-7  |
| 3 | Ethnikós                 | 6   | 4 | 2 | 0 | 2 | 63 | 45 | 18   |  | Ethnikós                 | 10-16 | 8-13  |      | -    | 20-6  |
| 4 | Mulhouse Water-Polo      | 3   | 4 | 1 | 0 | 3 | 44 | 62 | -18  |  | Mulhouse Water-Polo      | 4-21  | 11-14 | -    |      | 19-12 |
| 5 | Wasserfreunde Spandau 04 | 0   | 4 | 0 | 0 | 4 | 30 | 83 | -53  |  | Wasserfreunde Spandau 04 | 5-23  | -     | -    | -    |       |

## Phase de groupes
Les équipes terminant aux deux premières places de leur poule sont directement qualifiées pour les quarts de finale, les deux dernières équipes sont reversés en Euro Cup.

### Groupe A
Le tournoi se joue à Padoue au Italie.
|   | Équipe               | Pts | J | G | N | P | Bp | Bc | Diff | Dép |  | Résultats (dom.\ext.) | Cat.  | Dun. | Pad. | ZVL  |
| - | -------------------- | --- | - | - | - | - | -- | -- | ---- | --- |  | --------------------- | ----- | ---- | ---- | ---- |
| 1 | Orizzonte Catane     | 7   | 3 | 2 | 1 | 0 | 43 | 21 | 22   | /   |  | Orizzonte Catane      |       | -    | -    | 21-4 |
| 2 | Dunaújvárosi FVE     | 5   | 1 | 2 | 0 | 1 | 38 | 21 | 17   | /   |  | Dunaújvárosi FVE      | 11-11 |      | -    | -    |
| 3 | CS Plebiscito Padova | 4   | 1 | 1 | 1 | 2 | 26 | 24 | 2    | /   |  | CS Plebiscito Padova  | 6-11  | 7-7  |      | 14-6 |
| 4 | ZVL 1886             | 0   | 3 | 0 | 0 | 3 | 13 | 54 | -41  | /   |  | ZVL 1886              | -     | 3-20 | -    |      |

### Groupe B
Le tournoi se joue à Eger au Hongrie.
|   | Équipe          | Pts | J | G | N | P | Bp | Bc | Diff | Dép |  | Résultats (dom.\ext.) | Mat.  | Sab. | Egr. | Fer.  |
| - | --------------- | --- | - | - | - | - | -- | -- | ---- | --- |  | --------------------- | ----- | ---- | ---- | ----- |
| 1 | CN Mataró       | 9   | 3 | 3 | 0 | 0 | 41 | 24 | 17   | /   |  | CN Mataró             |       | -    | -    | 16-8  |
| 2 | CN Sabadell     | 6   | 3 | 2 | 0 | 1 | 35 | 26 | 9    | /   |  | CN Sabadell           | 11-12 |      | 14-9 | -     |
| 3 | Egri VK         | 3   | 3 | 1 | 0 | 2 | 27 | 39 | -12  | /   |  | Egri VK               | 5-13  | -    |      | 13-12 |
| 4 | Ferencvárosi TC | 0   | 3 | 0 | 0 | 3 | 25 | 39 | -14  | /   |  | Ferencvárosi TC       | -     | 5-10 | -    |       |

### Groupe C
Le tournoi se joue à Budapest au Hongrie.
|   | Équipe         | Pts | J | G | N | P | Bp | Bc | Diff | Dép |  | Résultats (dom.\ext.) | Med. | Gly. | USVE | Eth.  |
| - | -------------- | --- | - | - | - | - | -- | -- | ---- | --- |  | --------------------- | ---- | ---- | ---- | ----- |
| 1 | CE Mediterrani | 9   | 3 | 3 | 0 | 0 | 32 | 25 | 7    | /   |  | CE Mediterrani        |      | 10-9 | -    | 13-10 |
| 2 | ANÓ Glyfádas   | 6   | 3 | 2 | 0 | 1 | 32 | 26 | 6    | /   |  | ANÓ Glyfádas          | -    |      | -    | -     |
| 3 | UVSE           | 3   | 3 | 1 | 0 | 2 | 23 | 28 | -5   | /   |  | UVSE                  | 6-9  | 7-11 |      | 10-8  |
| 4 | Ethnikós       | 0   | 3 | 0 | 0 | 3 | 27 | 35 | -8   | /   |  | Ethnikós              | -    | 9-12 | -    |       |

### Groupe D
Le tournoi se joue à Rome au Italie.
|   | Équipe              | Pts | J | G | N | P | Bp | Bc | Diff | Dép |  | Résultats (dom.\ext.) | Rom. | Le P. | Vou. | ZK D. |
| - | ------------------- | --- | - | - | - | - | -- | -- | ---- | --- |  | --------------------- | ---- | ----- | ---- | ----- |
| 1 | SIS Roma            | 7   | 3 | 2 | 1 | 0 | 37 | 24 | 13   | /   |  | SIS Roma              |      | 12-12 | 12-7 | 13-6  |
| 2 | Olympiakos Le Pirée | 7   | 3 | 2 | 1 | 0 | 40 | 37 | 3    | /   |  | Olympiakos Le Pirée   | -    |       | -    | 16-15 |
| 3 | NÓ Vouliagménis     | 3   | 3 | 1 | 0 | 2 | 24 | 28 | -4   | /   |  | NÓ Vouliagménis       | -    | 10-12 |      | 7-4   |
| 4 | ZV De Zaan          | 0   | 3 | 0 | 0 | 3 | 24 | 36 | -12  | /   |  | ZV De Zaan            | -    | -     | -    |       |

## Phase à élimination directe

### Quarts de finale
Les quarts de finale aller ont eu lieu le 11 février et les matchs retour ont eu lieu la semaine suivante, le 25 février 2023.
| Équipe              | Aller   | Total   | Retour  | Équipe           |
| ------------------- | ------- | ------- | ------- | ---------------- |
| Olympiakos Le Pirée | 9 – 11  | 21 – 26 | 12 – 15 | CN Mataró        |
| Dunaújvárosi FVE    | 13 – 9  | 22 – 17 | 9 – 8   | CE Mediterrani   |
| ANÓ Glyfádas        | 13 – 14 | 22 – 29 | 9 – 15  | Orizzonte Catane |
| CN Sabadell         | 15 – 10 | 25 – 23 | 10 – 13 | SIS Roma         |

### Finale à quatre
La Finale à quatre (ou en anglais : Final Four) est programmée les 31 mars et 1er avril 2023 au Centre Gran Via de Sabadell (Espagne).
Un tirage au sort effectué le 12 mai détermine les équipes qui s'affrontent en demi-finales.
|  | Demi-finales          | Demi-finales        |                        |    | Finale                | Finale                |
|  | Demi-finales          | Demi-finales        |                        |    | Finale                | Finale                |
|  |                       |                     |                        |    |                       |                       |
|  | 31 mars 2023, 20h00   | 31 mars 2023, 20h00 |                        |    | 1er avril 2023, 17h30 | 1er avril 2023, 17h30 |
|  | 31 mars 2023, 20h00   | 31 mars 2023, 20h00 |                        |    | 1er avril 2023, 17h30 | 1er avril 2023, 17h30 |
|  | CN Mataró             | 12                  |                        |    | 1er avril 2023, 17h30 | 1er avril 2023, 17h30 |
|  | CN Mataró             | 12                  |                        |    | 1er avril 2023, 17h30 | 1er avril 2023, 17h30 |
|  | Dunaújvárosi FVE      | 9                   |                        |    | 1er avril 2023, 17h30 | 1er avril 2023, 17h30 |
|  | Dunaújvárosi FVE      | 9                   | CN Mataró              | 8  |                       |                       |
|  | 31 mars 2023, 16h45   |                     | CN Mataró              | 8  |                       |                       |
|  |                       | CN Sabadell         | 9                      |    |                       |                       |
|  | Orizzonte Catane      | CN Sabadell         | 9                      | 12 |                       |                       |
|  | Orizzonte Catane      |                     |                        | 12 |                       |                       |
|  | CN Sabadell           | 13                  |                        |    |                       |                       |
|  | CN Sabadell           | 13                  | Match pour la 3e place |    |                       |                       |
|  |                       |                     |                        |    |                       |                       |
|  | 1er avril 2023, 16h00 |                     |                        |    |                       |                       |
|  |                       |                     |                        |    |                       |                       |
|  | Dunaújvárosi FVE      | 8                   |                        |    |                       |                       |
|  | Dunaújvárosi FVE      | 8                   |                        |    |                       |                       |
|  | Orizzonte Catane      | 12                  |                        |    |                       |                       |
|  | Orizzonte Catane      | 12                  |                        |    |                       |                       |

#### Demi-finales
| 31 mars 2023 | Orizzonte Catane                                                                                        | 12 - 13              | CN Sabadell                                                                                  |  |  |
| 16h45        | Halligan (3) D. Bettini (2) C. Marletta (2) A. Williams (2) V. Palmieri (1) G. Viacava (1) A. Longo (1) | (2-2, 4-4, 5-4, 1-3) | J. Forca (3) B. Ortiz (3) I. Gonzalez (2) S. Van der Sloot (2) M. Steffens (2) M. Garcia (1) |  |  |

| 31 mars 2023 | CN Mataró                                                    | 12 - 9               | Dunaújvárosi FVE                                            |  |  |
| 20h00        | A. Espar (3) V. Sevenich (3) S. Morell (1) R. Keszthelyi (1) | (3-1, 4-3, 3-2, 2-3) | K. Garda (2) L. Dorina Dobi (1) B. Horvath (1) N. Szabo (1) |  |  |

#### Match pour la troisième place
| 1er avril 2023 | Dunaújvárosi FVE | 8 - 12               | Orizzonte Catane |  |  |
| 16h00          |                  | (1-5, 4-4, 0-2, 3-1) |                  |  |  |

#### Finale
| 1er avril 2023 | CN Mataró                                                                          | 8 - 9                | CN Sabadell                                                                                           |  |  |
| 17h30          | S. Van de Kraats (2) R. Keszthelyi-Nagy (2) C. Cambray (2) Avegno (1) A. Espar (1) | (1-1, 1-4, 2-2, 4-2) | M. Ortiz (1) S. Van der Sloot (1) M. Steffens (1) E. Ruiz (1) M. Garcia (1) J. Forca (1) N. Perez (1) |  |  |